# Mercedes Simplex
El Mercedes Simplex es la primera serie de modelos de automóviles Mercedes diseñados por Daimler tras el Mercedes 35 CV, comercializados entre 1902 y 1909.

## Historia

### Diseño
En 1902 Paul Daimler (hijo y sucesor de Gottlieb Daimler, desaparecido en 1900, inventor del motor de explosión y fundador de la marca Daimler) y Wilhelm Maybach, el cofundador de la marca, diseñaron el Mercedes Simplex seguido de una serie de cambios importantes en este modelo, con una evolución significativa de la carrocería y la variante de carreras, hasta alcanzar los 113 km/h los modelos más rápidos. Daimler y Maybach, siguiendo su experiencia con el Mercedes 35 CV que revolucionó el automóvil, entendieron que los consumidores querían un automóvil «estándar», además de comodidad. Decidieron hacer un automóvil simple, de ahí el nombre de «Simplex».
Emil Jellinek vendió estos coches con el nombre de su hija, Mercedes, nombre que Daimler adoptó en 1902 (Paul Daimler, propietario de la marca, se unirá a Carl Benz en 1926 para formar Mercedes-Benz). El Mercedes Simplex incorporó características modernas ya presentes en el 35 HP, como el radiador en forma de panal de abeja, la transmisión de múltiples velocidades, el control del acelerador con un pedal, el sistema de encendido eléctrico y una estructura de acero laminado.

### Carreras de coches

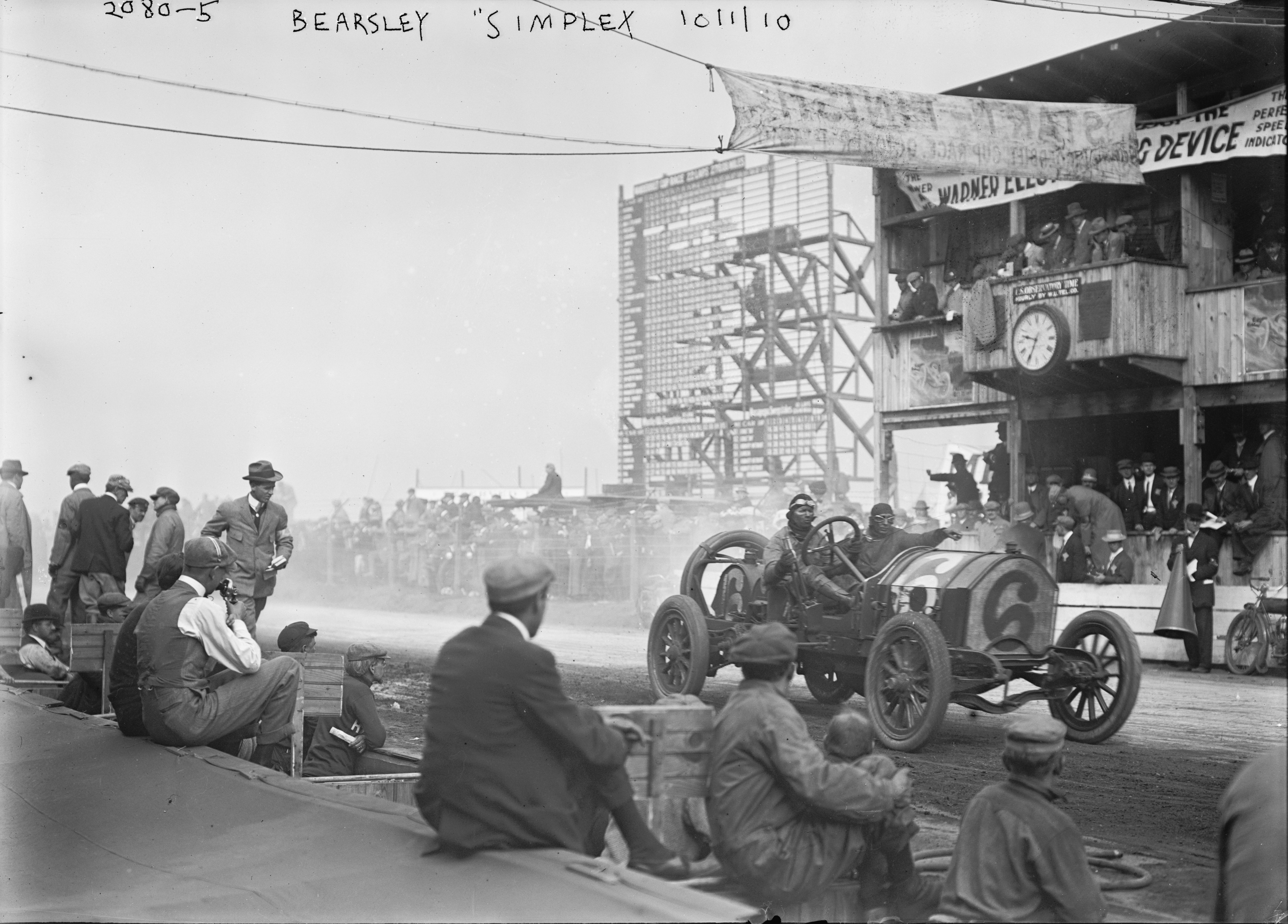
Participación del Mercedes Simplex en la Copa Vanderbilt de 1910

Entre los éxitos del Mercedes Simplex se encuentran las victorias de 1901 y 1909 en la Carrera de Semmering Hill, en la Copa Gordon Bennett de 1903, en la Prueba de velocidad de Ostende de 1904 y un récord mundial en Daytona en 1905.

## Modelos del Mercedes Simplex
- 1902: Simplex 40 CV - 6786 cm3 - 42 CV - 70 km/h[5]
- 1903: Simplex 28/32 CV - 5320 cm3 - 33 CV - 60 km/h[5]
- 1903: Simplex 60 CV - 9240 cm3 - 70 CV - 110 km/h[5]
- 1903: Simplex 18/22 CV - 3050 cm3 - 22 / 25 CV - 80 km/h[5]
- 1904: Simplex 18/28 CV - 4084 cm3 - 30 CV - 80 km/h[5]